# Hildegard Greenson
Hildegard „Hildi“ Greenson (geb. Troesch; * 21. Oktober 1913 in Bern, Schweiz; † 28. Februar 2013 in Kalifornien, Vereinigte Staaten) war eine US-amerikanische Malerin und Witwe des Psychoanalytikers Ralph R. Greenson.

## Leben
Hildegard Troesch wurde am 21. Oktober 1913 geboren, als zweites Kind des Arztes Ernst Troesch und seiner Frau, Martha Rohrer. Diese organisierte ein Abendessen für ausländische Medizinstudenten, wodurch Hildegard mit 21 Jahren Ralph R. Greenson kennenlernte. Greenson nahm sie mit in die Vereinigten Staaten, wo sie 1935 heirateten. Nachdem sich das Paar in Santa Monica niedergelassen hatte, brachte Hildegard 1937 und 1940 ihre Kinder Daniel Peter und Joan Victoria zur Welt.261
Hildegards Ehemann behandelte in Los Angeles viele Hollywood-Persönlichkeiten wie Tony Curtis, Frank Sinatra und Marilyn Monroe. Nach Monroes Tod spielte Greenson dem Staatsanwalt John W. Miner Tonbänder ihrer Therapiestunden vor. Miner zufolge sollte er damit einen Mordprozess eröffnen, ohne die Inhalte der Bänder zu veröffentlichen. Dennoch brach er seine vermeintliche Verschwiegenheitsvereinbarung auf Rücksprache mit Hildegard, inzwischen Witwe, infolge der Veröffentlichung einer Monroe-Biografie von Donald Spoto. Später erklärte Hildegard in der Zeitung The Times, nicht von geheimen Tonbändern ihres Mannes gewusst zu haben und sagte weiter: „aber es klingt schon nach einer Sache, die mein Mann hätte machen können. Vielleicht wollte er die Bänder vorspielen um zu zeigen, wie sie sich gefühlt hat und was in ihrem Leben passierte“.
Hildegard Greenson starb am 28. Februar 2013 im Alter von 99 Jahren an einer Lungenentzündung. Nach ihrem Tod veröffentlichte die Los Angeles Times einen Nachruf. In ihrem Namen erstellte die Santa Monica College Foundation einen Stiftungsfonds für die Unterstützung des Kunstprogrammes im Emeritus College, wo ihre eigenen Kunstwerke jahrelang ausgestellt wurden. Ihre Tochter, Joan Greenson Aebi, leitet bis heute eine Seite für Keramikskulpturen und die Greenson Gallery.